# Dendrobates auratus
Dendrobates auratus és una espècie d'amfibi anur de la família dels dendrobàtids molt comuna en el sòl dels boscos de Centreamèrica (des del sud de Nicaragua) i la part nord-oest de Colòmbia. Són animals diürns. Posseeix una coloració altament variable. Els dissenys poden ser verds a verd blavós però en algunes poblacions són gairebé xocolates i cremes, també es poden trobar albinas, que tenen un color groguenc. Les seves potes no posseeixen membranes. Les femelles poden mesurar fins a 4,2 cm i els mascles fins a 4 cm.
Temperatura: diürna 25-28 C· nocturna 20-23 C·
Humitat: 80%-100%
Alimentació: Insectívor
Fotoperiodo: 10-12 hores llum.

## Alimentació
La seva alimentació es basa en insectes verinosos i no verinosos, igual que altres membres del gènere, però el seu verí ho extreu de petits escarabats i formigues molt verinoses que habiten en la seva localització. En captivitat aquestes granotes són totalment inofensives, ja que no posseeixen cap mena de verí al no alimentar-les amb aquest tipus d'insectes. La mirmecofagia ha estat un factor important en l'evolució del segrest dels alcaloides en la pell i la coloració aposemàtica en els Dendrobates. No obstant això, en captivitat se les acostuma a alimentar amb drosophila, colémbolo o microgrills, ja que es tracta d'aliment fàcilment cultivable en captivitat.

## Reproducció
Les femelles es barallen pels mascles i dipositen els ous en la fullaraca, i són els mascles els que els atenen. Els capgrossos són carregats en l'esquena del mascle, usualment un alhora, i dipositats en l'aigua acumulada dins del buit d'un arbre o entre les fulles d'una Bromelia, de vegades a diversos metres de la superfície del sòl, o en el sòl en una fulla de palma caiguda. Els capgrossos són caníbals oportunistes i sofreixen metamorfosis com tots els anurs.